# یواس‌اس اوژنی (۱۸۶۲)
یواس‌اس اوژنی (۱۸۶۲) (به انگلیسی: USS Eugenie (1862)) یک کشتی بود که طول آن not known بود.